# Loxosomella studiosorum
Loxosomella studiosorum är en bägardjursart som först beskrevs av Toriumi 1951.  Loxosomella studiosorum ingår i släktet Loxosomella och familjen Loxosomatidae. Inga underarter finns listade i Catalogue of Life.